# Мертольська тайфа
Мертольська тайфа (ісп. і порт. Taifa de Mértola; араб. طائفة مارتلة) — в 1033–1044, 1144–1145 і 1146—1151 роках невеличка ісламська монархічна держава на Піренейському півострові зі столицею в місті Мертола. Арабською — емірат Мартулах.

## Історія
Виникла 1033 року після розпаду Кордовського халіфату. Засновником був ібн Тайфур, що раніше здійснював тут військову владу. Увесь час мусив протистояти амбіціям емірів Севільської тайфи. У 1044 року ібн Тайфур зазнав поразки, але спротив тривав до 1045 року. З цього часу Мертольська тайфа була у складі Севільської.
Під час Другого періоду тайф внаслідок занепаду держави Альморавідів 1144 року відроджується Мертольська тайфа. Але з самого початку вимушена була боротися з Бадахоською тайфою. Остання 1145 року підкорила Мертолу, але 1146 року та відновила незалежність. Втім вже 1151 року була підкорена Альмохадами.

## Територія
Розташовувалася на землях сучасної Південно-Східної Португалії, простягався на обох берегах річки Гвадіана.

## Еміри
- Ібн Тайфур (1033—1044)
- підкорена Севільською тайфою (до 1091 року)
- у складі держави Альморавідів (1091—1144)
- Абу'л-Касим Ахмад ібн Касі (1144—1145), вперше
- підкорена Бадахоською тайфою
- Абу'л-Касим Ахмад ібн Касі (1146—1151), вдруге